# Каролина Йованович
Каролина Йованович (нар. 13 лютого 1988) — колишня сербська тенісистка.
Найвищу одиночну позицію світового рейтингу — 404 місце досягла 30 липня 2007, парну — 201 місце — 20 серпня 2007 року.
Здобула 2 одиночні та 13 парних титулів.
Завершила кар'єру 2010 року.

## Фінали ITF
| Легенда          |
| ---------------- |
| Турніри $100,000 |
| Турніри $75,000  |
| Турніри $50,000  |
| Турніри $25,000  |
| Турніри $10,000  |

### Одиночний розряд: 6 (2–4)
| Результат | Ранг | Дата           | Турнір                           | Покриття | Суперниця       | Рахунок       |
| --------- | ---- | -------------- | -------------------------------- | -------- | --------------- | ------------- |
| Поразка   | 1.   | 7 травня 2006  | ITF Дубровник, Хорватія          | Ґрунт    | Кароліне Мас    | 1–6, 1–6      |
| Поразка   | 2.   | 30 липня 2006  | ITF Арад, Румунія                | Ґрунт    | Агнеш Сатмарі   | 1–6, 3–6      |
| Перемога  | 1.   | 22 жовтня 2006 | ITF Дубровник, Хорватія          | Ґрунт    | Ivana Gelo      | 2–6, 6–3, 6–1 |
| Перемога  | 2.   | 20 квітня 2007 | ITF Хвар, Хорватія               | Ґрунт    | Крістіна Кучова | 6–1, 6–4      |
| Поразка   | 3.   | 1 липня 2007   | ITF Sarajevo, Bosnia Herzegovina | Ґрунт    | Теодора Мирчич  | 3–6, 3–6      |
| Поразка   | 4.   | 5 липня 2009   | ITF Прокуплє, Сербія             | Ґрунт    | Віраг Немет     | 4–6, 6–2, 5–7 |

### Парний розряд: 25 (13–12)
| Результат | Ранг | Дата            | Турнір                            | Покриття | Партнерка                        | Суперниці                               | Рахунок              |
| --------- | ---- | --------------- | --------------------------------- | -------- | -------------------------------- | --------------------------------------- | -------------------- |
| Поразка   | 1.   | 6 червня 2004   | Palić Open, Сербія and Чорногорія | Ґрунт    | Наташа Зорич                     | Ана Четник Ліляна Манушевич             | w/o                  |
| Поразка   | 2.   | 30 серпня 2004  | ITF Kranjska Gora, Словенія       | Ґрунт    | Янетте Бейлкова                  | Полона Ребершак Маша Зец-Пешкірич       | 7–6(4), 6–1          |
| Перемога  | 1.   | 24 липня 2005   | Palić Open, Сербія and Чорногорія | Ґрунт    | Наташа Зорич                     | Татьяна Єчменіца Ана-Марія Зуборі       | 6–1, 6–4             |
| Перемога  | 2.   | 16 квітня 2006  | ITF Хвар, Хорватія                | Ґрунт    | Антонія Ксенія Тоут              | Неда Козич Андреа Попович               | 6–1, 2–6, 6–0        |
| Поразка   | 3.   | 7 травня 2006   | ITF Дубровник, Хорватія           | Ґрунт    | Антонія Ксенія Тоут              | Тіна Обреж Полона Ребершак              | 6–3, 6–4             |
| Поразка   | 4.   | 13 травня 2006  | ITF Mostar, Bosnia Herzegovina    | Ґрунт    | Полона Ребершак                  | Ані Міячика Єлена Станівук              | 6–7(0), 7–6(4), 6–4  |
| Поразка   | 5.   | 7 липня 2006    | ITF Прокуплє, Сербія              | Ґрунт    | Неда Козич                       | Aleksandra Lukič Патриція Волльмаєр     | 6–4, 6–4             |
| Поразка   | 6.   | 28 липня 2006   | ITF Арад, Румунія                 | Ґрунт    | Неда Козич                       | Лаура Йоана Пар Габріела Нікулеску      | 6–2, 6–3             |
| Перемога  | 3.   | 1 жовтня 2006   | ITF Podgorica, Чорногорія         | Ґрунт    | Йосипа Бек                       | Людмила Кіченок Надія Кіченок           | 6–4, 5–7, 6–2        |
| Поразка   | 7.   | 22 жовтня 2006  | ITF Дубровник, Хорватія           | Ґрунт    | Полона Ребершак                  | Теодора Мирчич Ана Веселинович          | 6–1, 6–1             |
| Перемога  | 4.   | 9 червня 2007   | ITF Дубровник, Хорватія           | Ґрунт    | Наташа Зорич                     | Mirna Marinović Єлена Станівук          | 5–1, ret.            |
| Поразка   | 8.   | 20 квітня 2007  | ITF Цавтат, Хорватія              | Ґрунт    | Наташа Зорич                     | Анастасія Полторацька Ана Савич         | 6–1, 6–1             |
| Поразка   | 9.   | 20 квітня 2007  | ITF Хвар, Хорватія                | Ґрунт    | Емілі Баке                       | Міхаела Бузернеску Магдалена Кіщиньська | 6–4, 6–2             |
| Перемога  | 5.   | 9 червня 2007   | Загреб Open, Хорватія             | Ґрунт    | Полторацька Анастасія Вікторівна | Даниця Крстаїч Теодора Мирчич           | 0–6, 6–4, 6–1        |
| Перемога  | 6.   | 24 червня 2007  | ITF Sarajevo, Bosnia Herzegovina  | Ґрунт    | Василіса Давидова                | Віталія Дяченко Тамара Стойкович        | 1–6, 6–0, 6–0        |
| Перемога  | 7.   | 29 червня 2007  | ITF Sarajevo, Bosnia Herzegovina  | Ґрунт    | Теодора Мирчич                   | Katarína Poljaková Зузана Злохова       | 6–1, 6–0             |
| Поразка   | 10.  | 4 серпня 2007   | ITF Ріміні, Італія                | Ґрунт    | Мервана Югич-Салкич              | Марет Ані Андрея Клепач                 | 6–0, 6–4             |
| Поразка   | 11.  | 29 червня 2008  | ITF Sarajevo, Bosnia Herzegovina  | Ґрунт    | Ема Бургич-Буцко                 | Мартіна Качіотті Мика Урбанчич          | 6–4, 6–3             |
| Перемога  | 8.   | 5 липня 2008    | ITF Прокуплє, Сербія              | Ґрунт    | Любиця Аврамович                 | Александра Філіповскі Віраг Немет       | 7–6(4), 6–4          |
| Перемога  | 9.   | 4 липня 2009    | ITF Прокуплє, Сербія              | Ґрунт    | Тіна Обреж                       | Александра Філіповскі Віраг Немет       | 6–7(4), 6–1, [16–14] |
| Перемога  | 10.  | 22 серпня 2009  | ITF Вінковці, Хорватія            | Ґрунт    | Тіна Обреж                       | Raluca Elena Platon Крістіна Станку     | 6–1, 6–2             |
| Перемога  | 11.  | 5 вересня 2009  | ITF Brčko, Bosnia Herzegovina     | Ґрунт    | Теодора Мирчич                   | Патріча Кіря Петра Паялич               | 6–4, 6–1             |
| Перемога  | 12.  | 12 вересня 2009 | ITF Sarajevo, Bosnia Herzegovina  | Ґрунт    | Крістіна Станку                  | Мартіна Качіотті Зузана Злохова         | 6–4, 0–6, [11–9]     |
| Поразка   | 12.  | 10 жовтня 2009  | Royal Cup Чорногорія              | Ґрунт    | Теодора Мирчич                   | Ніколе Клеріко Кароліна Косіньська      | 7–6(4), 4–6, [4–10]  |
| Перемога  | 13.  | 10 липня 2010   | ITF Прокуплє, Сербія              | Ґрунт    | Полона Ребершак                  | Вів'єн Югашова Тереза Малікова          | 3–6, 6–2, [10–2]     |